# Oxet
Az oxet négytagú, egy oxigénatomot tartalmazó telítetlen heterociklus. Instabil vegyület, de szintézise megoldott. Telített származékához, az oxetánhoz képest gyűrűjében nagyobb a feszültség a kettős kötés miatt, ez csökkenti a molekula stabilitását. Néhány szubsztituált származékának szintéziséről is beszámoltak.

## Fordítás
Ez a szócikk részben vagy egészben  az   Oxetene című angol Wikipédia-szócikk ezen változatának fordításán alapul.  Az eredeti cikk szerkesztőit annak laptörténete sorolja fel. Ez a jelzés csupán a megfogalmazás eredetét és a szerzői jogokat jelzi, nem szolgál a cikkben szereplő információk forrásmegjelöléseként.